# Проваљо Вал Сабија
Проваљо Вал Сабија (итал. Provaglio Val Sabbia) је насеље у Италији у округу Бреша, региону Ломбардија.
Према процени из 2011. у насељу је живело 919 становника. Насеље се налази на надморској висини од 659 м.

## Становништво
Према резултатима пописа становништва 2011. у општини је живело 966 становника.
| 1951. | 1961. | 1971. | 1981. | 1991. | 2001. | 2011. |
| ----- | ----- | ----- | ----- | ----- | ----- | ----- |
| 916   | 829   | 830   | 824   | 836   | 919   | 966   |